# 喬氏雜鱗杜父魚
喬氏雜鱗杜父魚，為輻鰭魚綱鮋形目杜父魚亞目杜父魚科雜鱗杜父魚屬的其中一種，為溫帶海水魚，分布於北太平洋千島群島北部、堪察加半島至阿拉斯加海域，棲息深度0-604公尺，體長可達41公分，棲息在底層水域，生活習性不明，可作為食用魚。

## 扩展阅读
維基物種上的相關：喬氏雜鱗杜父魚